# Похищенный дирижабль
«Похищенный дирижабль» (чеш. Ukradená vzducholoď) — чехословацкий анимационный приключенческий фильм 1966 года, снятый режиссёром Карелом Земаном на основе романов «Два года каникул» и «Таинственный остров» Жюля Верна. Фильм снят в стиле модерн и состоит из чёрно-белых живых сцен, а также рисованной, покадровой и перекладной анимаций, объединённой с живыми сценами.

## Сюжет
1891 год. Прага. Пятеро мальчишек похищают дирижабль с выставки и отправляются на нём в кругосветное путешествие. Оторвавшись от преследования, дирижабль с мальчиками летит на юго-запад, в открытый океан. Дирижабль попадает в шторм и терпит крушение на неизвестном острове в Атлантическом океане. При этом сам дирижабль сгорает от попавшей в него молнии. Мальчики исследуют таинственный остров и находят на нём крепость капитана Немо. После того как ребята лицезрели самого капитана Немо и его «Наутилус» им предстояло сразиться с пиратами и освободить пленников на захваченном корабле. После удивительных приключений пятеро друзей благополучно возвращаются домой.

## В ролях
- Михаил Поспишил — Якубек Курка
- Хануш (Ян) Бор — Томас Дуфек
- Ян Чижек — Мартин Краль
- Йозеф Страник — Пётр
- Ян Малат — Павел
- Йитка Зеленогорска — Катка, дочь Тенфилда
- Честмир Ржанда — Финдейс, бизнесмен, владелец дирижабля
- Станислав Шимек — Марек, журналист
- Вацлав Трегель — главный редактор газеты «Светозор»
- Рудольф Дейл — Тенфилд
- Яна Седлмайерова — секретарша Финдейса
- Мирослав Голуб — прокурор, отец Томаса
- Эва Кубешова — мать Томаса
- Вера Мацки — певица, мать Мартина
- Мария Брожова — бабушка Якубека
- Карел Эффа — агент 13
- Эдуард Когоут — генерал
- Йозеф Глиномаз — пират
- Франтишек Филиповский — судья
- Вацлав Швец — капитан Немо
- Вацлав Вассерман — адмирал (нет в титрах)

## Съёмочная группа
- Режиссёр: Карел Земан
- Продюсеры: Вацлав Добеш, Дана Дудова, Йиндржих Дворак, Зденек Стибор
- Сценаристы: Радован Краткий, Карел Земан
- Операторы: Йозеф Новотны, Богуслав Пикхарт
- Композитор: Ян Новак